# Renaelva
Die Renaelva (auch Rena) ist ein 165 km langer linker Nebenfluss der Glomma in der Provinz Innlandet in Norwegen.
Die Renaelva hat ihren Ursprung östlich des Tronfjell und fließt durch die Kommunen Rendalen und Åmot parallel zur Glomma nach Süden, durchfließt die Seen Lomnessjøen und Storsjøen und den Stausee Løpsjøen und mündet bei dem Ort Rena von Osten kommend in die Glomma.
Unterhalb des Løpsjøen mündet die 32 km lange Julussa von Süden kommend in die Renaelva.
Das Einzugsgebiet der Renaelva beträgt 3967 km².
Ein Tunnel leitet einen Teil des Wassers der oberen Glomma zur Renaelva, um die Energieerzeugung der Wasserkraftwerke zu optimieren.